# Aumale (Sena Marítimo)
 Aumale  es una comuna y población de Francia, en la región de Alta Normandía, departamento de Sena Marítimo, en el distrito de Dieppe. Es el chef-lieu y mayor población del cantón de su nombre.
Está integrada en la Communauté de communes du Canton d'Aumale, de la que es la mayor población.

## Demografía
Su población en el censo de 1999 era de 2.577 habitantes. La aglomeración urbana –que también incluye Quincampoix-Fleuzy (Oise)- tenía 3.003 habitantes.
| 1,800 | 1,815 | 1,720 | 1,902 | 2,004 | 2,003 | 2,218 | 2,087 | 2,160 | 2,139 | 2,229 | 2,133 | 2,231 | 2,155 | 2,296 | 2,219 | 2,328 | 2,383 | 2,417 | 2,412 | 2,506 | 2,482 | 2,402 | 2,350 | 2,152 | 2,462 | 2,716 | 2,833 | 2,825 | 2,876 | 2,690 | 2,577 |
| Para los censos de 1962 a 1999 la población legal corresponde a la población sin duplicidades (Fuente: INSEE [Consultar]) |       |       |       |       |       |       |       |       |       |       |       |       |       |       |       |       |       |       |       |       |       |       |       |       |       |       |       |       |       |       |       |